# Reinaldo Povod
Reinaldo Povod (* 1960 in New York City; † 30. Juli 1994 ebenda) war ein US-amerikanischer Dramatiker.

## Leben und Werk
Der Sohn einer puerto-ricanischen Mutter und eines kubanischen Vaters russischer Abstammung wuchs an der Lower East Side auf. Da seine Eltern in einer On-off-Beziehung lebten, wurde Povod überwiegend von seiner Großmutter väterlicherseits aufgezogen. Povod besuchte bis 1978 die New Yorker American Academy of Dramatic Arts.
Mit der Unterstützung von Miguel Piñero wurde Povods Stück Cries and Shouts im Nuyorican Poets Cafe inszeniert. Der Dramaturg des Public Theater besuchte die Aufführung und empfahl Povod danach an Joseph Papp, der ihn daraufhin als festen Autoren an das Public Theater holte.
Povods erstes abendfüllendes Stück Cuba and His Teddy Bear wurde von Papp produziert und lief von Mai bis Juni 1986 mit ausverkauften Vorstellungen am Public Theater. Robert De Niro übernahm die Rolle des kubanischen Drogendealers Joseph Cuba, Ralph Macchio spielte dessen sensiblen Sohn Teddy, daneben übernahmen Michael Carmine, Paul Calderón, Nestor Serrano und Burt Young weitere Rollen. Anschließend wurde das Stück mit gleicher Besetzung von Juli bis September 1986 am Broadway im Longacre Theater aufgeführt.
Sein nächstes Drama La Puta Vida Trilogy lief von November bis Dezember 1987 am Public Theater. Das aus den drei Einaktern Nijinsky Choked His Chicken, South of Tomorrow und Poppa Dio! bestehende Stück zeichnete wie schon zuvor Cuba and His Teddy Bear ein düsteres Bild des Lebens in der Lower East Side. 1987 lieferte Povod gemeinsam mit Dennis Cooper auch die Story für das Drehbuch zur Miami-Vice-Episode Everybody’s in Show Biz.
Reinaldo Povod starb Ende Juli 1994 im Alter von 34 Jahren infolge einer mit AIDS assoziierten Tuberkulose. Er hinterließ seinen Vater und einen Bruder.
Kurz vor seinem Tod arbeitete Povod gemeinsam mit Richard Barbour an der Komödie Super Fishbowl Sunday, die 2001 am Kraine Theater in New York City von Barbour inszeniert werden konnte.

## Dramen
- 1977: Cries and Shouts
- 1986: Cuba and His Teddy Bear
- 1987: Nijinsky Choked His Chicken
- 1987: La Puta Vida Trilogy
- 1988: South of Tomorrow
- 1988: Poppa Dio!
- 1988: Urban Blight
- 1994: Super Fishbowl Sunday

## Auszeichnungen
- 1986: George Oppenheimer/Newsday Award – Best New Playwright für Cuba and His Teddy Bear[4][5]
- 1987: Whiting Award – Winner in Drama[6]

## Rezeption
In Leon Ichasos Miguel-Piñero-Filmbiografie Piñero (2001) übernahm der Schauspieler Michael Irby die Rolle des Reinaldo Povod.